# Variimorda truncatopyga
Variimorda truncatopyga es una especie de coleóptero de la familia Mordellidae.

## Distribución geográfica
Habita en China.